# Слейден, Элизабет
Эли́забет Сле́йден (англ. Elisabeth Sladen; полное имя — Эли́забет Кла́ра Хит-Сле́йден (англ. Elisabeth Clara Heath-Sladen); 1 февраля 1946, Ливерпуль, Англия, Великобритания — 19 апреля 2011, Лондон, Англия, Великобритания) — британская телевизионная актриса и ведущая, наиболее известная по роли Сары Джейн Смит в культовом научно-фантастическом телесериале «Доктор Кто» и его ответвлениях «K-9 и компания» и «Приключения Сары Джейн».

## Биография
Элизабет Клэра Хит Слейден родилась 1 февраля 1946 года в городе Ливерпуль на северо-западном побережье Англии. Она была единственным ребёнком в семье ветерана Первой и Второй мировых войн Тома Слейдена и его жены Глэдис. Уже в детстве у неё появился интерес к выступлениям на сцене. С пяти лет она занималась в танцевальной школе и даже принимала участие в одной из постановок Королевского балета. После этого два года посещала театральную школу. В 1960-х годах начала появляться на театральных подмостках, совмещая это с работой театрального менеджера. В декабре 1964 года она впервые засветилась на телевизионных экранах и за 47 лет своей актёрской карьеры успела сыграть более двадцати героинь в фильмах и сериалах. Наибольшую известность ей принесла роль Сары Джейн Смит в телесериале «Доктор Кто», его спин-оффах «K-9 и компания» и «Приключения Сары Джейн» и нескольких аудиопьесах. Также была телеведущей.
В феврале 2011 года у Элизабет Слейден обнаружили рак поджелудочной железы. После непродолжительной борьбы с болезнью она скончалась 19 апреля 2011 года в возрасте 65 лет.
Через несколько дней после её смерти состоялась премьера серии «Доктора Кто» под названием «Невозможный астронавт», которую посвятили памяти актрисы. Вскоре был выпущен и специальный документальный фильм, в котором коллеги и друзья Слейден поделились о ней своими тёплыми воспоминаниями, а на телеканале BBC Four была показана вышедшая в 1976 году последняя серия классического «Доктора Кто» с её участием — «Рука страха». Также её почтила британская певица и автор песен Талис Кимберли, сочинив песню «Доброй ночи, Сара Джейн» (англ. Goodnight, Sarah Jane).
В 2012 году в Великобритании была учреждена Премия Элизабет Слейден (англ. Elisabeth Sladen Award), первым обладателем которой стал телесериал «Приключения Сары Джейн». В дальнейшем её планируют присуждать за вклад в развитие детской научной фантастики на телевидении.

## Избранная фильмография
| Год       |   | Русское название          | Оригинальное название     | Роль                      |
| --------- | - | ------------------------- | ------------------------- | ------------------------- |
| 1970      | с | Улица коронации           | Coronation Street         | Анита Рейнольдс           |
| 1972      | с | Смерть по часам           | Doomwatch                 | Сара Коллинз              |
| 1971—1972 | с | Автомобили Z              | Z Cars                    | Валери Холлингсуорт, Роуз |
| 1972      | с | Общественное мнение       | Public Eye                | Вера                      |
| 1980      | ф | Гонщик «Серебряной мечты» | Silver Dream Racer        | банковский секретарь      |
| 1981      | с | K-9 и компания            | K-9 and Company           | Сара Джейн Смит           |
| 1982      | с | Гулливер в Лилипутии      | Gulliver in Lilliput      | Леди Флимнап              |
| 1985      | с | Демпси и Мейкпис          | Dempsey and Makepeace     | миссис Барретт            |
| 1986      | с | Алиса в Стране чудес      | Alice in Wonderland       | Соня                      |
| 1989      | с | Чисто английское убийство | The Bill                  | миссис Престон            |
| 1996      | с | Максимум практики         | Peak Practice             | Пэт Хьюланд               |
| 1973—2010 | с | Доктор Кто                | Doctor Who                | Сара Джейн Смит           |
| 2007—2011 | с | Приключения Сары Джейн    | The Sarah Jane Adventures | Сара Джейн Смит           |